# Botia birdi
Botia birdi es una especie de pez del género Botia, familia Botiidae. Fue descrita científicamente por Chaudhuri en 1909.
Se distribuye por Asia: India y Pakistán. La longitud total (TL) es de 18,6 centímetros con un peso máximo de 55,2 gramos. Habita en arroyos de montaña.
Está clasificada como una especie marina inofensiva para el ser humano.